# Лорис-Меликов, Иван Егорович
Иван Егорович Лорис-Меликов (1834—1878) — генерал-майор, участник Кавказских походов и русско-турецкой войны 1877—1878 годов.

## Биография
Родился в 1834 году, сын Тифлисского старшего полицмейстера подполковника Егора Степановича Лорис-Меликова.
Образование получил в Школе гвардейских подпрапорщиков и кавалерийских юнкеров, откуда выпущен 13 августа 1852 года корнетом в лейб-гвардии Гусарский полк.
В 1857 году в чине поручика назначен состоять при Кавказской армии. Принимал участие в походах против горцев. За боевые отличия был награждён несколькими орденами и золотой шашкой с надписью «За храбрость». 28 сентября 1862 года произведён в полковники, с 1863 года командовал 21-м конным полком Кубанского казачьего войска. В 1865 году назначен командиром 17-го драгунского Северского полка.
24 марта 1873 года Лорис-Меликов был произведён в генерал-майоры с назначением состоять при Кавказской армии и зачислением по Кубанскому казачьему войску, а в 1876 году получил в командование 1-ю бригаду Кавказской кавалерийской дивизии, во главе которой в 1877—1878 годах принял участие в кампании против Турции в Закавказье.
1 января 1878 года Лорис-Меликов за отличие в сражении на Аладжинских высотах был награждён орденом св. Георгия 4-й степени
Начальствуя 2-го и 3-го октября авангардом отряда, в составе шести батальонов пехоты, двух батарей, одного драгунского, трёх казачьих и одного конно-иррегулярного полков, он овладел 3-го октября с бою четырьмя неприятельскими орудиями.
7 апреля 1878 года Лорис-Меликов скоропостижно скончался.

## Награды
Среди прочих наград Лорис-Меликов имел российские ордена:
- Орден Святой Анны 3-й степени с мечами (1859 год)
- Орден Святого Станислава 2-й степени (1859 год, императорская корона и мечи к этому ордену пожалованы в 1861 году)
- Золотая шашка с надписью «За храбрость» (в мае 1865 года)
- Орден Святой Анны 2-й степени (1868 год, императорская корона к этому ордену пожалована в 1871 году)
- Орден Святого Владимира 3-й степени (1876 год)
- Орден Святого Станислава 1-й степени с мечами (1877 год)
- Орден Святого Георгия 4-й степени (1 января 1878 года)

Иностранные ордена:
- Персидский орден Льва и Солнца 2-й степени со звездой (1862 год)
- Датского ордена Даннеброга командорский крест 1-го класса (1867 год)